# Kefala
Kefala (en griego, Κεφάλα) es un yacimiento arqueológico del norte de la isla de Ceos (Grecia). Las excavaciones de este yacimiento tuvieron lugar entre 1960-1966 y luego en 1973.
El lugar contiene restos del periodo Neolítico, cuya similitud con otros restos hallados en las zonas del Ática y de Egina ha hecho que se haya denominado a la cultura correspondiente a este periodo en la zona como «cultura Ática-Kefala», que se desarrolló aproximadamente entre los años 3700 y 3200 a. C. 
El asentamiento estaba compuesto de pequeños edificios rectangulares muy próximos entre sí. Un aspecto destacado es que en él se trabajaba el cobre —quizá procedente de Laurión, en el Ática— y también se han hallado algunos objetos de bronce. Otros hallazgos incluyen jarrones de mármol, cerámica, tejidos y herramientas de obsidiana.
Próximo al asentamiento se encuentra una necrópolis que contiene unas 40 tumbas circulares o rectangulares excavadas en el suelo con paredes de piedra y selladas con losas de pizarra.